# Samuel Abbe
Samuel Abbe (ur. 1876 w Pabianicach, zm. 9 kwietnia 1937 w Łodzi) – łódzki kupiec i przemysłowiec żydowskiego pochodzenia. Właściciel fabryki włókienniczej na Radogoszczu, w której podczas II wojny światowej funkcjonowało niemieckie więzienie policyjne (Erweitertes Polizeigefängnis – Rozszerzone Więzienie Policyjne), spalone wraz z więźniami przez załogę więzienia w nocy z 17 na 18 stycznia 1945 roku.

## Życiorys
Był synem Lajba, fabrykanta (włókiennictwo) z Pabianic i Estery z d. Jedwab, jednym z trzynaściorga ich dzieci. Wnukiem Dawida Wolfa Abbe (ok. 1832–1889) ze Zduńskiej Woli (pierwszego żydowskiego majstra tkackiego w Łodzi, który uzyskał dyplom cechu oraz który wynalazł nowy sposób wyrobu przędzy). Jego żoną była Matla (ur. ok. 1883) z d. Szpiro, z którą miał syna Stefana i córkę Helenę (ur. 20 IX 1909; wyszła za mąż za łódzkiego adwokata Stanisława A. Heymana).
W latach 20. XX w. mieszkał przy ul. Cegielnianej (S. Jaracza) 26, później – według książki telefonicznej Łodzi na lata 1932/1933 r. – przy ul. Narutowicza 32.
Pogrzeb Samuela Abbe, na tzw. „nowym” cmentarzu żydowskim przy ul. Brackiej w Łodzi miał miejsce 11 kwietnia 1937. Spoczął w Sekcji D, rząd 2, grób 158 (macewa nie zachowała się).
Najbliższa rodzina Abbego zdołała w pierwszych tygodniach II wojny światowej wyjechać z Łodzi, podobno do Częstochowy i skąd prawdopodobnie żona Abbego – Matla i jego syn – Stefan zostali wywiezieni do KL Auschwitz-Birkenau w 1942 r. i tam zginęli prawdopodobnie w komorze gazowej.
Abbowie byli spokrewnieni z Goldbergami, o których Centralne Muzeum Włókiennictwa w Łodzi, w roku 2012, przygotowało fragment ekspozycji stałej (w jednym z tzw. „domków tkaczy”) „W kuchni Pani Goldbergowej”, prezentującej elementy życia codziennego łódzkich Żydów.

## Działalność zawodowa

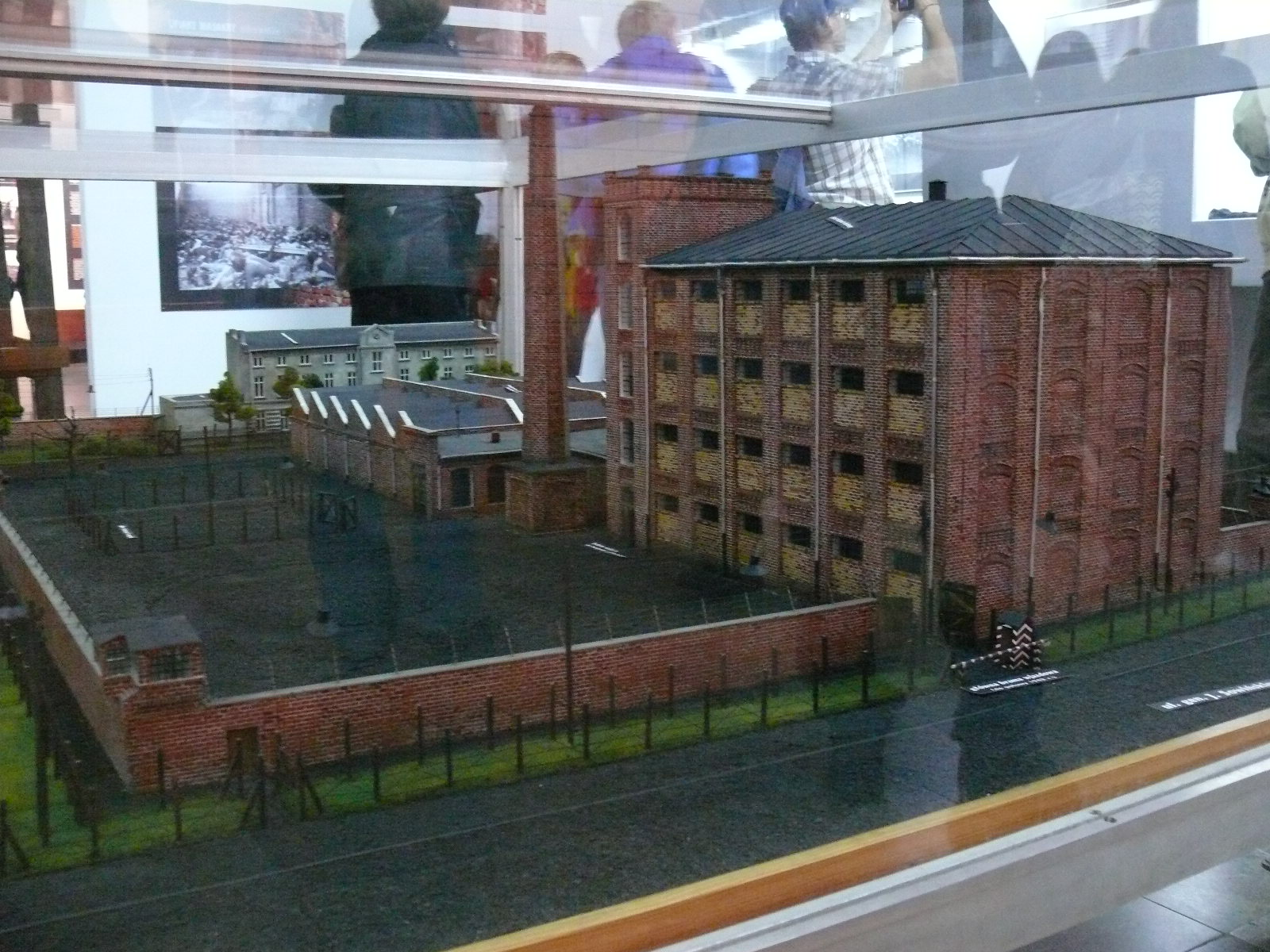
Makieta więzienia radogoskiego z okresu 1942-1944 w byłej fabryce S. Abbego, na ekspozycji w mauzoleum radogoskim.

W 1912 r., do spółki ze szwagrem – Henrykiem Szpiro, odkupił od Samuela Krotoszyńskiego tkalnię wyrobów wełnianych przy ul. Pańskiej (ob. S. Żeromskiego 107) 9. Produkowali w niej wełnę czesankową dla potrzeb miejscowych oraz na rynki Cesarstwa Rosyjskiego. Biuro spółki „S. Abbe i S-ka” mieściło się przy ul. Śródmiejskiej (ob. S. Więckowskiego) 7; w 1932 r. – według książki telefonicznej Łodzi na lata 1932/1933 – mieścił się tam „skład”, czyli sklep firmowy. Po I wojnie światowej fabryka utrzymała się na rynku i w 1928 r. zatrudniała 70 osób, ale w miejsce rynków wschodnich część produkcji sprzedawała we Włoszech oraz w Austrii. W 1927 r. otrzymała za swoje wyroby wyróżnienia na wystawach w Rzymie i Paryżu.
W 1920 r. S. Abbe został odnotowany jako właściciel firmy produkcyjno-handlowej garderoby i galanterii odzieżowej mieszczącej się w podwórku posesji przy ul. Piotrkowskiej 32. Był również właścicielem domu przy ul. Placowej (obecnie ks. I. Skorupki) 13, z przeznaczeniem w całości pod wynajem, w którym latach 1919–1932 funkcjonowało Prywatne Gimnazjum Męskie, i którego od 1920 r. patronem został ks. Ignacy Skorupka. W 1932 r. był już samodzielnym właścicielem fabryki przy ul. S. Żeromskiego 107.
W dziejach Łodzi okresu II wojny światowej i jej miejscowym nazewnictwie nazwisko Samuela Abbego nierozerwalnie związało się z jego fabryką, którą zbudował na terenie wsi Radogoszcz w II poł. lat 20. XX wieku na Radogoszczu (więzienie w fabryce Abbego) z przeznaczeniem na produkcję tkanin wełnianych i jedwabnych (przędzalnia i tkalnia) w pobliżu północnej granicy Łodzi, przy ówczesnej szosie z Łodzi do Zgierza (obecnie u zbiegu ulic Zgierskiej i gen. J. Sowińskiego). Powstała w tym miejscu zapewne z przyczyn finansowo-fiskalnych (tańsza ziemia, mniejsze podatki), którą po jego śmierci przejął syn Stefan.
Od około października 1939 r. do około końca czerwca 1940 r. mieścił się w niej obóz przesiedleńczy dla ludności polskiej na potrzeby realizowanej w tym okresie przez Niemców dużej akcji wysiedleńczej mieszkańców Łodzi i okolic. Na przełomie lat 1939/1940 do zabudowań fabrycznych zaczęli być przenoszeni więźniowie obozu przejściowego z pobliskiej fabryki Michała Glazera (utworzonego dla realizacji łódzkiej Intelligenzaktion), ostatni 5 stycznia, w ramach likwidacji obozu w tamtej fabryce. Od tego dnia w zabudowaniach fabrycznych, do czasu przekształcenia jej w więzienie, jednocześnie funkcjonowały – obóz przesiedleńczy i przejściowy. Przesiedleńczy w parterowej hali dawnej tkalni, więźniowie w 3-piętorwym budynku obok. Od 1 lipca 1940 r. obóz przejściowy został przekształcony w „Rozszerzone Więzienie Policyjne” a funkcja obozu przesiedleńczego ulega zupełnej likwidacji.
W nocy z 17 na 18 stycznia 1945 więzienie zostało spalone przez jego wachmanów we wraz z około 1500 więźniami. Obecnie znajduje się tam mauzoleum i oddział „Radogoszcz” Muzeum Tradycji Niepodległościowych w Łodzi.